# An Irish Honeymoon
An Irish Honeymoon è un cortometraggio muto del 1911 diretto da Sidney Olcott.

## Produzione
Il film fu prodotto dalla Kalem Company. Venne girato in Irlanda, nella contea di Kerry e in Inghilterra, a Londra.

## Distribuzione
Distribuito dalla General Film Company, il film - un cortometraggio di una bobina - uscì nelle sale cinematografiche USA l'8 marzo 1911.